# Рудаков, Леонид Васильевич
Леонид Васильевич Рудаков (10 октября 1935 год, село Никольское, Алтайский край) — аппаратчик Бийского химического комбината Министерства машиностроения СССР, Алтайский край. Герой Социалистического Труда (1974).

## Биография
Родился в 1935 году в крестьянской семье в селе Никольское. Трудовую деятельность начал бетонщиком в строительном тресте № 122 в Бийске. Участвовал в строительстве Бийского химического комбината. После окончания Семипалатинского геологоразведочного техникума работал коллектором горной партии Северо-Алтайской геологоразведочной экспедиции. Чтобы получить дополнительную рабочую специальность окончил ПТУ № 4 по специальности «ремонт технологического оборудования». С 1962 года — специалист по ремонту технологического оборудования, аппаратчик Бийского химического комбината.
Ежегодно перевыполнял производственный план и личные социалистические обязательства. Указом Президиума Верховного Совета СССР от 16 января 1974 года за выдающиеся успехи в выполнении и перевыполнении планов 1973 года и принятых социалистических обязательств удостоен звания Героя Социалистического Труда с вручением ордена Ленина и золотой медали «Серп и Молот».
В 1976 году избирался делегатом XXV съезда КПСС.
Проживает в Бийске. Входит в состав Совета старейшин при губернаторе Алтайского края.

## Награды
- Герой Социалистического Труда — указом Президиума Верховного Совета СССР от 16 января 1974 года
- Орден Ленина
- Орден Трудового Красного Знамени (1971)
- Почётный гражданин Бийска (1986[2])